# Hof Ter Moere
Het Hof Ter Moere (ook: Hof van den Moere of Kasteel Rommerswaele) was een kasteel ten noordoosten van het Nederlandse dorp Zuiddorpe, provincie Zeeland.

## Geschiedenis
Het kasteel lag in de ambachtsheerlijkheid Moere, waarin zich tevens het dorpje Moere en de parochiekerk bevonden. In 1280 was er sprake van ene Jan van den Moere die land pachtte van de Gentse Sint-Pietersabdij, maar of er toen ook al een kasteel stond, is niet bekend.
De oudste vermelding van het kasteel dateert uit 1343: er werd toen melding gemaakt van 'dat hoghe hof'. Aannemelijk is dat de familie Van den Moere het toen al in eigendom had.
In de 14e eeuw trouwde erfdochter Isabella van den Moere met Gerard van Ghistelle. Hun zoon Jan erfde het kasteel en de heerlijkheid en trouwde met Margaretha Vilain. Jans opvolger Gerard wist heer van Axel, Hontenisse en Hulsterambacht te worden dankzij zijn huwelijk met de erfdochter uit de familie Van Renesse. Hij werd in 1451 verbannen uit Gent en trok zich terug op zijn kasteel in Zuiddorpe, maar een jaar later werd het kasteel door Gentse troepen verwoest. Rond 1460 overleed Gerard.

### Boekweit
Gerards zoon Joos van Ghistelle (1446-1516) erfde het verwoeste kasteel en het ambacht. Hij zal het kasteel hebben herbouwd alvorens hij in 1481 op reis ging naar het Midden-Oosten. Naar verluidt bemachtigde Joos tijdens deze reis boekweitzaden die hij vervolgens introduceerde in Zeeuws-Vlaanderen. Joos overleed op zijn kasteel te Zuiddorpe en liet zijn bezittingen na aan zijn dochter Elisabeth (†1535). Het is niet waarschijnlijk dat Elisabeth en haar man Diederik van der Gracht op het kasteel hebben gewoond. In 1524 heeft nog wel de Deense koningin op het kasteel gelogeerd.

### Rommerswaele
Midden 16e eeuw was het kasteel in bezit gekomen van het geslacht Van Maldeghem. In 1572 werd het kasteel - dat in eigendom was bij de weduwe van Van Maldeghem - door jonkheer Jacob van Rommerswaele (†1604) gebruikt of gepacht. Het kasteel zou dankzij de jonkheer zelfs bekend komen te staan als het kasteel Rommerswaele.
In 1586 nam prins Maurits de stad Axel in. De dijken werden doorgestoken om een tegenaanval van de Spaanse troepen te voorkomen. De Spanjaarden betrokken hierop stellingen ten zuiden van Axel en het kasteel Rommerswaele werd nu een van de forten in de Spaanse linie.
Met de aanleg van een nieuwe linie in 1634 leek Rommerswaele zijn militaire functie kwijt te raken. Uiteindelijk kwam Zuiddorpe in 1645 in Staatse handen.
Het is niet duidelijk wat er verder met het kasteel is gebeurd. Diverse kaarten uit de 17e en 18e eeuw tonen nog een kasteel. In ieder geval stond het kasteel er niet meer in 1774: een kaart uit dat jaar vermeldt immers dat er op de bewuste locatie voorheen het 'kasteel van Romerswaal' stond.

## Beschrijving
Het eerste kasteel was mogelijk een mottekasteel. Nog vóór de verwoesting van 1452 werd het als een omgracht kasteel omschreven.
Uit de domeinrekeningen van de jaren 20 van de 16e eeuw komt naar voren dat het omgrachte kasteel beschikte over een grote zaal, keukens en minimaal twee torens. Op het complex waren onder andere een kapel, schuur en duivenkeet aanwezig. Verder waren er een boomgaard en moestuin.
De kasteellocatie is niet exact bekend. De boerderij Munnikenhof wordt in de literatuur vaak aangewezen als de locatie van het Hof Ter Moere en het terrein heeft daardoor een hoge archeologische waarde toegekend gekregen. Uit onderzoek blijkt dat het hier echter mogelijk gaat om het kasteel van Berchem. Het Hof Ter Moere dient ten noordoosten van Zuiddorpe te worden gezocht. In 2016 zijn ten noordoosten van Zuiddorpe inderdaad baksteenresten gevonden die mogelijk de locatie van het Hof Ter Moere aantonen.
Aldegonde · Kasteel van Axel · Baarland · Baarsdorp · Barbestein · Biervliet · Bieweg · Blodenburg · Huis der Boede · Brijdorpe · Bruëlis · 't Burchtje · Burggravensteen · Buttinge · Coxijde · Crayenstein · Duinbeek · Duivelsberg · Ellewoutsdijk · Filippenburg · Geersdijk · Gistellis · Gravenhof · Slot Haamstede · Kasteel Hellenburg · Herkestein · Heuvelsweg · Hoge Huis · Ter Hooge · Hoogkamer · Kats · Kind van Trente · Kleverskerke · Kortgene · Kreke · Kruiningen · Laterdale · Lodijke · Maalstede (Hulst) · Maalstede (Kapelle) · Magdalon · Hof Ter Moere · Moermond · Te Mortiere · Muiden · Hof ter Nisse (Nisse) · Hof ter Nisse (Ossenisse) · Oostende · Oostende (Goes) · Oosterstein · Poelvoorde · Poortvliet · Popkensburg · De Pottere · Poucques · Pronkenburg · Ravenstein · Saeftingher Slot · Kasteel van Sint-Maartensdijk · Schengen · Sluis · Smallegange · Stavenisse · Tolhuis van Iersekeroord · Huus ter Tolne · Torenberg · Torenhoeve · Toren van Bourgondië · Troye · Valkenisse · Vinninghen · Vlissingen · Voorhoute · Waarde · Watervliet · Weldamme · Welland · Huis te Werf · Te Werve · Westenschouwen · Westhove · Westkerke · Windenburg · Zandenburg · Zwanenburg